# Hakkâri (provincie)
Provincie Hakkâri je tureckou provincií, nachází se ve východní části Malé Asie, v regionu Východní Anatolie. Rozloha provincie činí 7 121 km2, v roce 2006 zde žilo 272 566 obyvatel. Hlavním městem je Hakkâri. Obyvateli jsou převážně Kurdové.
Provincie sousedí na východě s Íránem a na jihu s Irákem. Nejvyšší horou je Uludoruk (4135 m) v pohoří Taurus. Jedná se o druhou nejvyšší horu Turecka (po Araratu), jen 4 km vzdálenou od třetí nejvyšší hory Turecka Cilo Dağı (4116 m).

## Administrativní členění
Provincie se administrativně člení na 4 distrikty:
- Çukurca
- Hakkâri
- Şemdinli
- Yüksekova